# Josef Miner
Josef Miner   (Breslau, 1 de febrer de 1911 - Huși, 1944) va ser un boxejador alemany que va competir durant la dècada de 1930.
El 1936 va prendre part en els Jocs Olímpics d'Estiu de Berlín, on guanyà la medalla de bronze de la categoria del pes ploma del programa de boxa. Va perdre en semifinals contra el sud-africà Charles Catterall, mentre en el combat per la medalla de bronze guanyà a l'hongarès Dezső Frigyes. En el seu palmarès també destaquen tres títols alemanys, un en el pes gall, el 1934, i dos en el pes ploma, el 1936 i 1937. Morí en combat durant la Segona Guerra Mundial.